# Келлі Резерфорд
Келлі Мелісса Резерфорд (англ. Kelly Melissa Rutherford; нар. 6 листопада 1968, Елізабеттаун, Кентуккі) — американська акторка.

## Життєпис
Народилася 6 листопада 1968 року у місті Елізабеттаун, штат Кентуккі. Навчалася у Corona del Mar High School в Ньюпорт-Біч, штат Каліфорнія, потім у HB Studio в Нью-Йорку та у Beverly Hills Playhouse в Каліфорнії. Її акторський дебют відбувся 1987 року на телебаченні.
У 1989—1991 роках виконувала роль Сем Вітмор у серіалі «Покоління», за яку номінувалася на премію Дайджест мильних опер. У 1993—1994 роках грала Діксі Кузінс, співачку з салуна, у серіалі «Пригоди Бріско Каунті-молодшого». 1994 року з'явилася у фільмі «Я люблю неприємності» з Джулією Робертс та Ніком Нолті у головних ролях. 1996 року виконала головну роль у телефільмі «Більшої любові не буває» за однойменним романом Даніели Стіл. Того ж року почала грати роль Меган Льюїс Мансіні у серіалі «Район Мелроуз», яку виконувала до 1999 року. 2000 року з'явилася у фільмі «Крик 3» Веса Крейвена. У 2007—2012 роках виконувала роль Лілі ван дер Вудсен в серіалі «Пліткарка». 2016 року з'явилася у ролі Лори Вайт в серіалі «Квантико». У 2018—2019 роках виконувала ролі Мелісси Деніелс в серіалі «Династія» та Клер Готчкінс в серіалі «Милі ошуканки: Перфекціоністки».

## Особисте життя
Резерфорд двічі була у шлюбі, кожен з яких завершився розлученням:
- 2001—2002 — Карлос Тарахано, венесуельський банкір.
- 2006—2010 — Деніел Гірш, німецький підприємець. У шлюбі народилися двоє дітей  — син Гермес Густав Деніел Гірш (18 жовтня 2006) та донька Гелена Грейс Резерфорд Гірш (8 червня 2009).

## Вибрана фільмографія
| Рік       |    | Українська назва                     | Оригінальна назва                      | Роль                 |
| --------- | -- | ------------------------------------ | -------------------------------------- | -------------------- |
| 1989—1991 | с  | Покоління                            | Generations                            | Стефані (Сем) Вітмор |
| 1993—1994 | с  | Пригоди Бріско Каунті-молодшого      | The Adventures of Brisco County Jr.    | Діксі Кузінс         |
| 1994      | ф  | Я люблю неприємності                 | I Love Trouble                         | Кім                  |
| 1996      | с  | Клан                                 | Kindred: The Embraced                  | Кетлін Бірн          |
| 1996      | тф | Більшої любові не буває              | No Greater Love                        | Едвіна Вітфілд       |
| 1996      | тф | Поховані таємниці                    | Buried Secrets                         | Даніель Рофф         |
| 1996—1999 | с  | Район Мелроуз                        | Melrose Place                          | Меган Льюїс Мансіні  |
| 1999      | с  | Детектив Неш Бріджес                 | Nash Bridges                           | Роксі Гілл           |
| 2000      | ф  | Крик 3                               | Scream 3                               | Крістін Гамільтон    |
| 2000      | ф  | Фактор Хаосу                         | The Chaos Factor                       | Джоді                |
| 2000      | с  | Саллі Гемінгс: Американський скандал | Sally Hemings: An American Scandal     | леді Марія Косвей    |
| 2000      | с  | За межею можливого                   | The Outer Limit                        | Рейчел               |
| 2007—2012 | с  | Пліткарка                            | Gossip Girl                            | Лілі ван дер Вудсен  |
| 2014      | с  | Кістки                               | Bones                                  | Стефані Макнамара    |
| 2014      | с  | Бути Мері Джейн                      | Being Mary Jane                        | Синтія Філліпс       |
| 2014      | с  | Нерозсудливий                        | Reckless                               | Джойс Рід            |
| 2015      | с  | Таємниці Лаури                       | The Mysteries of Laura                 | Ліза Хенлон          |
| 2016      | с  | Квантико                             | Quantico                               | Лора Вайт            |
| 2016      | с  | Незаймана Джейн                      | Jane the Virgin                        | редактор             |
| 2017      | ф  | Різдвяний весільний організатор      | Christmas Wedding Planner              | тітка Олівія         |
| 2018—2019 | с  | Династія                             | Dynasty                                | Мелісса Деніелс      |
| 2019      | с  | Милі ошуканки: Перфекціоністки       | Pretty Little Lias: The Perfectionists | Клер Готчкінс        |